# Francisco Gonçalves da Silva Barreiros
Francisco Gonçalves da Silva Barreiros (Laguna, 30 de março de 1844 – ca. 1937) foi um jornalista e político brasileiro.

## Biografia
Filho de Antônio José da Silva e de Maria Bela dos Reis Barreiro. Casado com Maria Antônia Antunes, pai de Francisco Barreiros Filho.
Foi deputado à Assembleia Legislativa Provincial de Santa Catarina na 22ª legislatura (1878 — 1879), na 25ª legislatura (1884 — 1885), na 26ª legislatura (1886 — 1887), e na 27ª legislatura (1888 — 1889).
Foi deputado à Assembleia Constituinte de Santa Catarina e à 1ª legislatura (1891 — 1893).